# Christopher Nelson (Maskenbildner)
Christopher Allen Nelson (* 20. Jahrhundert in Pittsburgh, Pennsylvania) ist ein US-amerikanischer Maskenbildner, der achtmal für einen Emmy-Award nominiert und mit einem Oscar ausgezeichnet wurde. Gelegentlich tritt er auch als Darsteller in einigen Filmen auf, in denen er u. a. auch hinter der Kamera mitwirkte.

## Karriere
Christopher Nelson wurde in Pittsburgh geboren und zog im Alter von 15 Jahren nach Los Angeles um sich der Schauspielerei zu widmen. Nelsons erste Erfahrungen als Maskenbildner im Filmgeschäft sammelte er in den Filmen Batmans Rückkehr, Short Cuts und Stephen Kings Stark, diese Mitwirkungen waren allesamt ohne Nennung. Neben dem Filmgeschäft arbeitete er in verschiedenen Episoden von Fernsehserien (u. a. Outer Limits – Die unbekannte Dimension), um dort die Darsteller für die Aufnahmen vorzubereiten. Er wirkte unter anderem bei den Produktionen von Magnolia, X-Men, A Beautiful Mind – Genie und Wahnsinn, Kill Bill – Volume 1 und dessen Fortsetzung, sowie Fluch der Karibik, Sin City, Star Trek und dessen Fortsetzung mit. Für seine Arbeit in der Serie American Horror Story wurde er sechsmal bei den Prime Time Emmy Awards nominiert, wovon er im Jahr 2015 zwei gewann.
Für seine künstlerische Leistung in dem Film Suicide Squad erhielt Nelson mit seinen Kollegen Alessandro Bertolazzi und Giorgio Gregorini die Auszeichnung bei der Oscarverleihung 2017 in der Kategorie bestes Make-up und beste Frisuren.
Darüber hinaus wirkte er als Schauspieler in 33 Filmen mit, wobei er von Bodo Wolf in President Evil und Bernhard Völger in Kill Bill – Vol. 2 synchronisiert wurde.

## Filmografie (Auswahl)
- 1992: Batmans Rückkehr (Batman Return)
- 1993: Short Cuts
- 1993: Return of the Living Dead III (Return of the Living Dead 3)
- 1993: Warlock – Satans Sohn kehrt zurück (Warlock: The Armageddon)
- 1993: Stephen Kings Stark (The Dark Half)
- 1995–2000: Outer Limits – Die unbekannte Dimension (The Outer Limits, Fernsehserie, 21 Episoden)
- 1995: Crying Freeman – Der Sohn des Drachen (Crying Freeman)
- 1995: Dead Man
- 1998: Species II
- 1998: Sphere – Die Macht aus dem All (Sphere )
- 1997: … denn zum Küssen sind sie da (Kiss the Girls)
- 1997: Men in Black
- 1997: Freeze – Alptraum Nachtwache (Nightwatch)
- 1996: Bordello of Blood
- 1999: Magnolia
- 1999: Austin Powers – Spion in geheimer Missionarsstellung (Austin Powers: The Spy Who Shagged Me)
- 1999: Virus – Schiff ohne Wiederkehr (Virus)
- 2000: X-Men
- 2000: Unbreakable – Unzerbrechlich (Unbreakable)
- 2000: Little Nicky – Satan Junior (Little Nicky)
- 2001: A Beautiful Mind – Genie und Wahnsinn (A Beautiful Mind)
- 2001: Ali
- 2001: Evolution
- 2001: Animal – Das Tier im Manne (The Animal)
- 2002: Ghost Ship
- 2002: John Carpenter’s Vampires: Los Muertos
- 2002: Austin Powers in Goldständer (Austin Powers in Goldmember)
- 2002: Mr. Deeds
- 2002: Mord nach Plan (Murder by Numbers)
- 2002: The Time Machine
- 2002: Lügen haben kurze Beine (Big Fat Liar)
- 2003: Kill Bill – Volume 1 (Kill Bill: Vol. 1)
- 2003: Fluch der Karibik (Pirates of the Caribbean: The Curse of the Black Pearl)
- 2003: Hulk
- 2003: Identität (Identity)
- 2003: Die Stunde des Jägers (The Hunted)
- 2004: Exorzist: Der Anfang (Exorcist: The Beginning)
- 2004: Kill Bill – Volume 2 (Kill Bill: Vol. 2)
- 2004: You’re Fired! (Employee of the Month)
- 2005: Hostel
- 2005: Serenity – Flucht in neue Welten (Serenity)
- 2005: Land of the Dead (George A. Romero’s Land of the Dead)
- 2005: Sin City
- 2005: Dominion: Exorzist – Der Anfang des Bösen (Dominion: Prequel to the Exorcist)
- 2005: Verflucht (Cursed)
- 2005: Constantine
- 2006: Santa Clause 3 – Eine frostige Bescherung (The Santa Clause 3: The Escape Clause)
- 2006: Nip/Tuck – Schönheit hat ihren Preis (Nip/Tuck, Fernsehserie, eine Episode)
- 2008: Mad Men (Fernsehserie, eine Episode)
- 2009: Stepfather
- 2009: Star Trek
- 2010: Devil – Fahrstuhl zur Hölle (Devil)
- 2010: True Blood (Fernsehserie, eine Episode)
- 2010: Alice im Wunderland
- 2011–2017: American Horror Story (Fernsehserie, 32 Episodes)
- 2012: The Amazing Spider-Man
- 2013: Jobs
- 2013: World War Z
- 2013: Hangover 3 (The Hangover: Part III)
- 2013: Star Trek Into Darkness
- 2013: CSI: NY (Fernsehserie, eine Episode)
- 2013: Major Crimes (Fernsehserie, 6 Episoden)
- 2013: Thor – The Dark Kingdom (Thor: The Dark World)
- 2013–2014: Navy CIS: L.A. (NCIS: Los Angeles, Fernsehserie, 15 Episoden)
- 2014: Sabotage
- 2014–2016: Criminal Minds (Fernsehserie, 4 Episoden)
- 2015: Gänsehaut (Goosebumps)
- 2015: From Dusk Till Dawn: The Series (Fernsehserie, eine Episode)
- 2016: Deadpool
- 2016: Suicide Squad
- 2017: Guardians of the Galaxy Vol. 2
- 2017: The Walking Dead (Fernsehserie, 4 Episoden)
- 2018: Halloween